# Féverolle

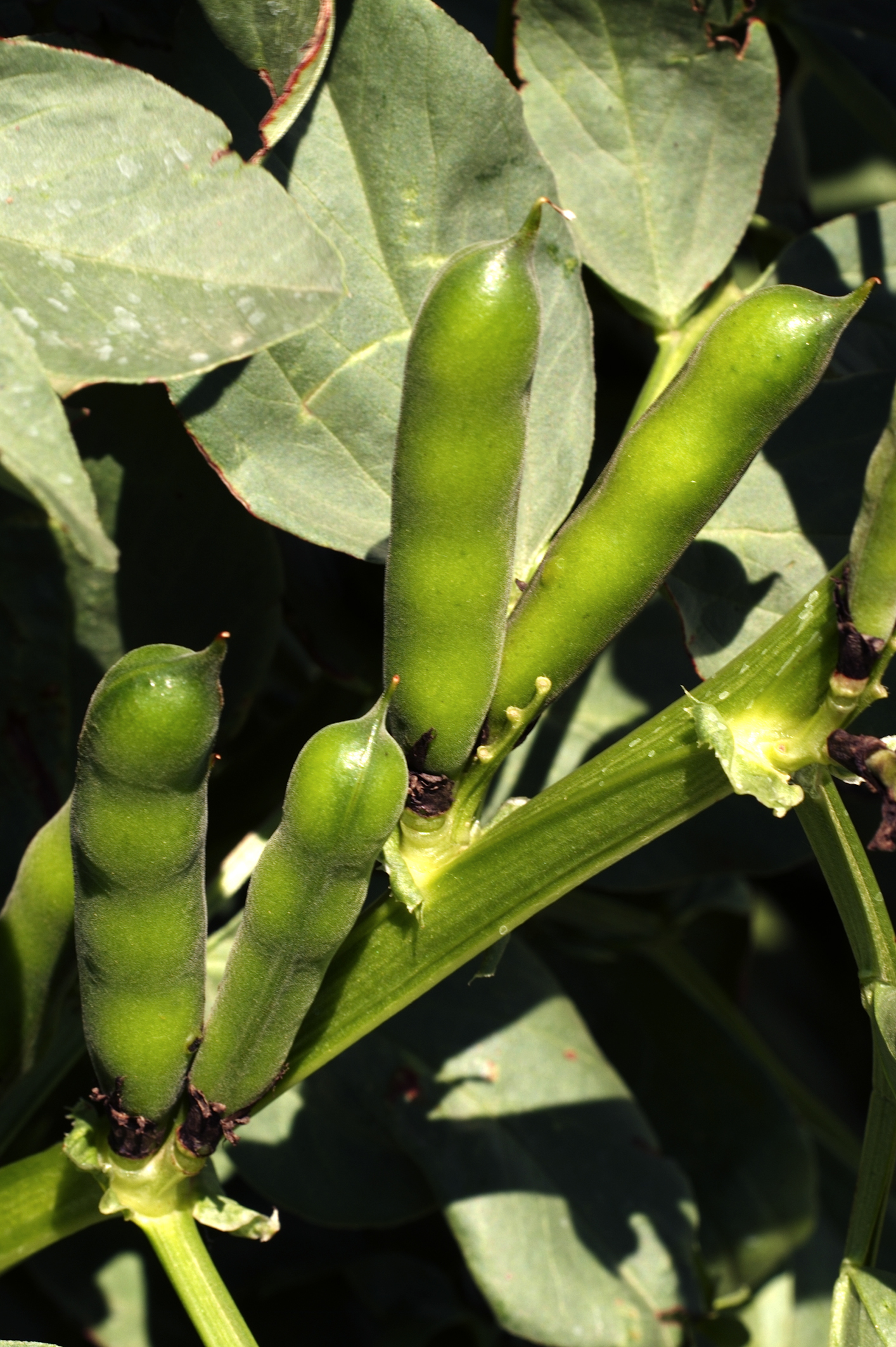
Gousses de féverole, variété 'Gladice'.

Les féveroles (ou fèveroles, féverolles ou fèverolles), sont des plantes annuelles de l'espèce Vicia faba. Ce sont des légumineuses de la famille des Fabaceae, sous-famille des Faboideae, tribu des Fabeae.
Il s'agit de la même espèce que la fève, plante utilisée depuis l'antiquité pour l'alimentation humaine. Le mot fève désigne alors à la fois la graine et la plante.
Il existe divers cultivars de féveroles sélectionnés pour la culture de plein champ et l'alimentation animale des ruminants, des porcs, poissons, oiseaux d'agrément et volailles, pour ce dernier usage, les cultivars à graines blanches moins riches en tanins sont préférés. 
L'utilisation en alimentation humaine est en forte progression malgré son implication dans le favisme (affection peu fréquente amenant la destruction des globules rouges).

## Culture
C'est une tête d’assolement favorable aux céréales dont la culture possible dans les parcelles caillouteuses, nécessite assez peu d’intrants et d’interventions et qui possède un certain pouvoir de compétition vis-à-vis des mauvaises herbes. Il convient de respecter un écart de 6-7 ans entre 2 féveroles.
Elle est semée à partir de fin octobre à 7 à 8 cm de profondeur à une densité de 25-30 grains/m² soit 125 kg à 190 kg selon le PMG, de préférence au semoir monograine avec un écart maximal entre lignes de 40 cm.
En culture conventionnelle, un désherbage sélectif anti-dicotylédones et graminées de pré-levée est habituellement effectué.
Elle est sensible à la sécheresse pendant la floraison et le remplissage des grains.

### Culture bio[3]

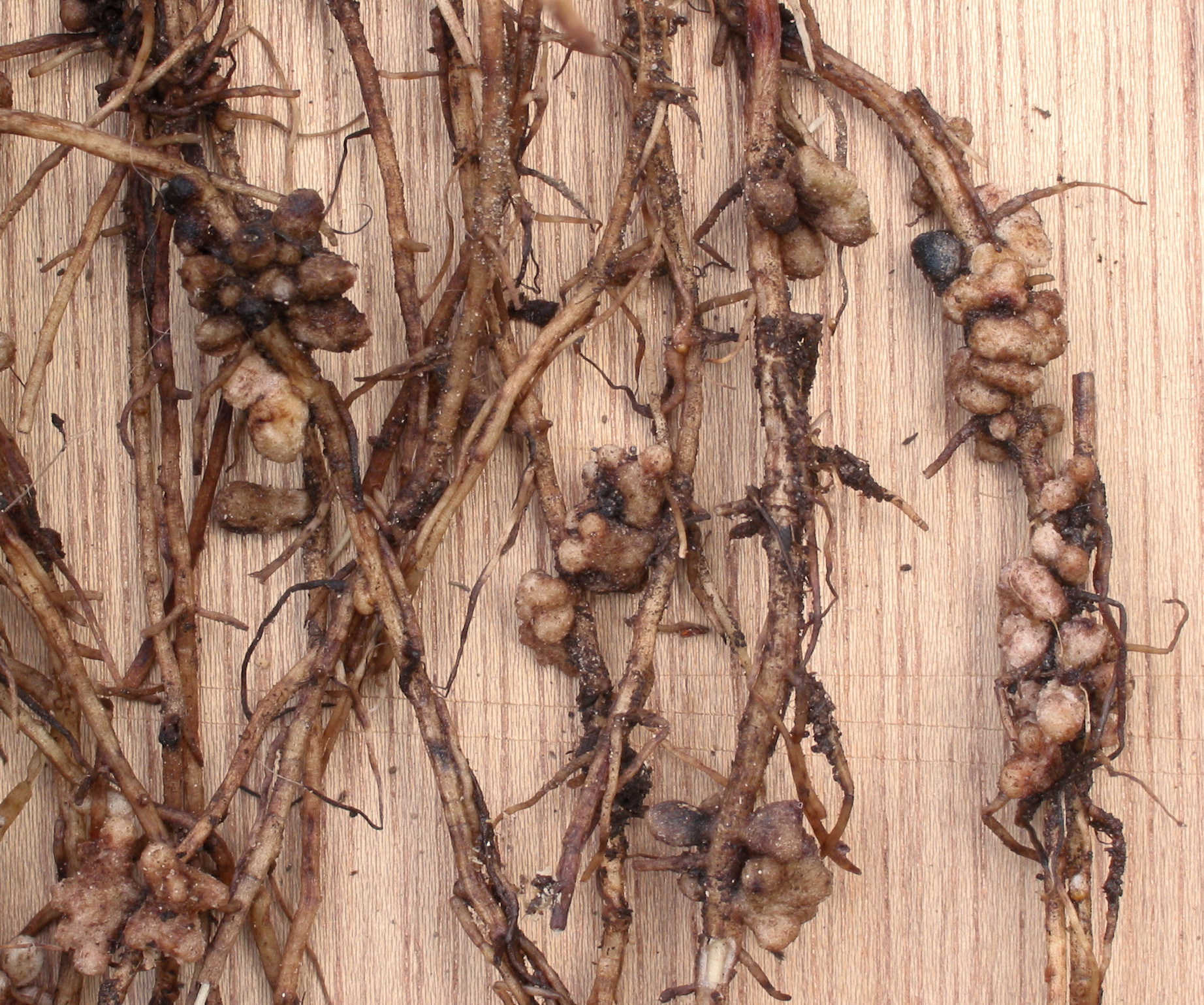
Nodosités fixatrices d'azote sur racines de vicia faba.

La féverole est une culture appréciée en agriculture biologique. Semée en lignes espacées, on peut la biner facilement. Elle ne nécessite pas d'apports d'engrais azotés ; comme toutes les légumineuses elle fixe l'azote de l'air et en laisse une partie dans la terre sous forme de matière organique ou de nitrates, grâce à des bactéries du genre Rhizobium qui forment des nodosités sur ses racines où se situent ces échanges. La part d'azote provenant de l'air (fixation symbiotique) est de l'ordre de 75% et celui provenant de la terre (absorption racinaire des nitrates du sol) de 25 % environ dans le total d'azote incorporé par la plante sous forme d'acides aminés . Ce qui peut être utilisé dans les cultures suivantes ou simultanées (méteils avec légumineuses).

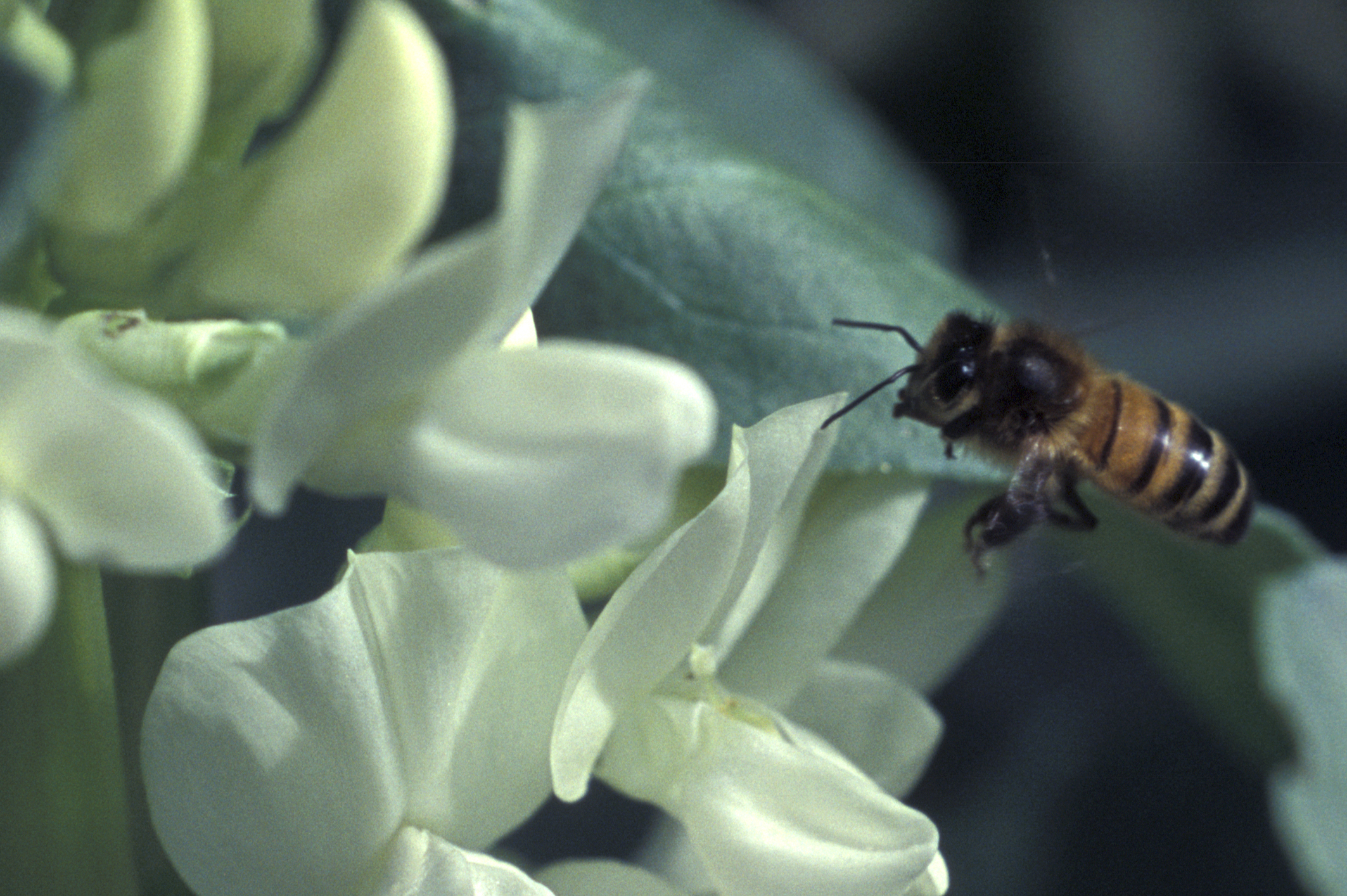
Fleur de féverole et abeille.

## Usages
- Protéagineux : La féverole est utilisée comme protéagineux dans l'alimentation des ruminants, porcs, volailles, poissons (saumons) et en oisellerie[5]. Pour les oiseaux et les porcelets il convient d'utiliser des variétés adaptées[6].
- Fourrage : Les fanes donnent un foin médiocre. On utilise parfois la féverole dans des mélanges fourragers annuels où elle peut servir de tuteur à la vesce ou au pois fourrager.
- Couvert d'interculture d'hiver : Choisir une variété de printemps et la semer en hiver, elle se détruira plus facilement. Laisse un reliquat d'azote dans le sol. À éviter dans les rotations comportant des légumineuses[7].
- Mélange pour fourrage ou couvert d'interculture : Avoine noire + Pois fourrager d’hiver + Féverole d’hiver + Vesce d’hiver[8]. Peut être récolté en ensilage plante entière pour les ruminants ou la fourniture de biomasse.
- Alimentation humaine : C'est un marché en progression. On en fait des compléments alimentaires protéinés[5]. La farine de féverole est utilisée comme adjuvant (2 à 4 %) dans la fabrication du pain et en pâtisserie. Les pays du Proche-Orient importent des féveroles utilisées comme fèves, entières (foul), en soupes, purées, falafels[6] à condition que les graines soient suffisamment grosses et exemptes de bruches. La fève entraîne des crises de favisme chez les personnes sensibles. Il convient donc de choisir les variétés pauvres en vicine-convicine (Betty, Lady, ...)[9].

## Principales variétés cultivées (cultivars)
Il existe plus de 130 variétés de féveroles inscrites dans le Catalogue européen des espèces et variétés. Plus de 80 variétés de féveroles sont inscrites au Catalogue officiel français
. On distingue des variétés de printemps à teneur en vicine-convicine généralement plus faible et des variétés d'hiver plus productives en France mais à réserver aux terres saines. Quelques variétés d'hiver :
- 'Irena' est précoce, productive et tolérante à l’anthracnose.
- 'Diva' est productive, tolérante au froid et à l’anthracnose. Fleurs colorées (avec tanins)
- 'Diver' est productive et précoce type DIVA.
- 'Gladice' est très productive et précoce, c'est la seule variété d'hiver à fleurs blanches, dont les graines sans tanins sont adaptées à l’alimentation des volailles et porcs.

## Ravageurs et maladies[5]
- Le sitone
- Le puceron noir de la fève
- Le puceron vert et rose du pois (Acyrtosiphon pisum)
- La bruche
- L'anthracnose (Colletotrichum truncatum)
- La rouille (Uromyces viciae-fabae)